# Avianca Brasil
portugais : 'É por você' 
 français : 'C'est pour vous'
OceanAir Linhas Aéreas S.A. – Avianca Brasil (code AITA : O6 ; code OACI : ONE) est une compagnie aérienne brésilienne. Son siège se situe à São Paulo. Le président de l'aviation est José Efromovich, frère du fondateur du Synergy Group, Germán Efromovich.
Fondée en 1998 comme OceanAir, elle dessert 23 villes brésiliennes et 25 destinations, au départ de l'Aéroport international de Brasilia et de l'aéroport international de São Paulo-Guarulhos en 2015. Depuis 2007, elle assure également des liaisons internationales avec AviancaTaca via Bogota vers le monde entier.
Germán Efromovich, président et propriétaire du Synergy Group, annonce la filialisation d'OceanAir par Avianca en 2008. Puis OceanAir fut renommé Avianca Brasil en 2010, mais reste pour le moment indépendant du groupe AviancaTaca.
Après une année de difficultés financières, la compagnie est déclarée en faillite en novembre 2019.

## Destinations
En 2018 Avianca Brasil desservait 27 villes dont 4 destinations internationales ;
- Aracaju
- Belem
- Bogotá
- Brasília
- Campo Grande
- Chapecó
- Cuiabá
- Curitiba
- Florianópolis
- Fortaleza
- Foz de Iguaçu
- Ilhéus
- João Pessoa
- Juazeiro do Norte
- Miami
- Natal
- New York
- Passo Fundo
- Petrolina
- Porto Alegre
- Porto Velho
- Recife
- Rio de Janeiro, Galeão et Santos Dumont
- Salvador de Bahia
- São Paulo, Congonhas et Guarulhos
- Santiago de Chili
- Vitória

Depuis son Hub de São Paulo-Guarulhos et grâce à son partenariat avec Avianca, Avianca Brasil reprenait la gestion d’un vol quotidien sur l’axe São Paulo - Bogotá effectué en A330.

## Flotte
La flotte d'Avianca Brasil inclut les appareils suivant au mois d'août 2017, :

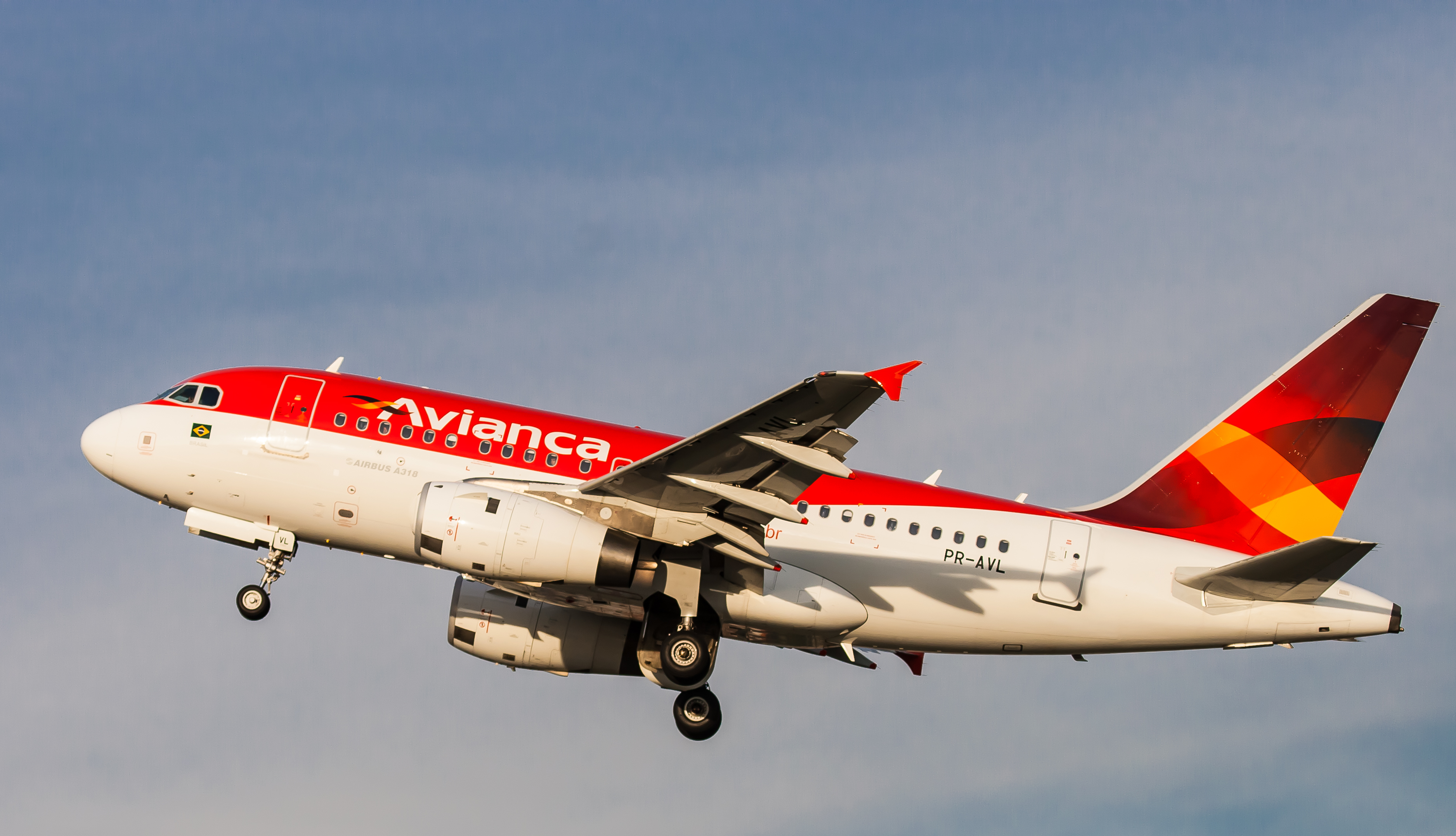
Airbus A318-100 d'Avianca Brazil

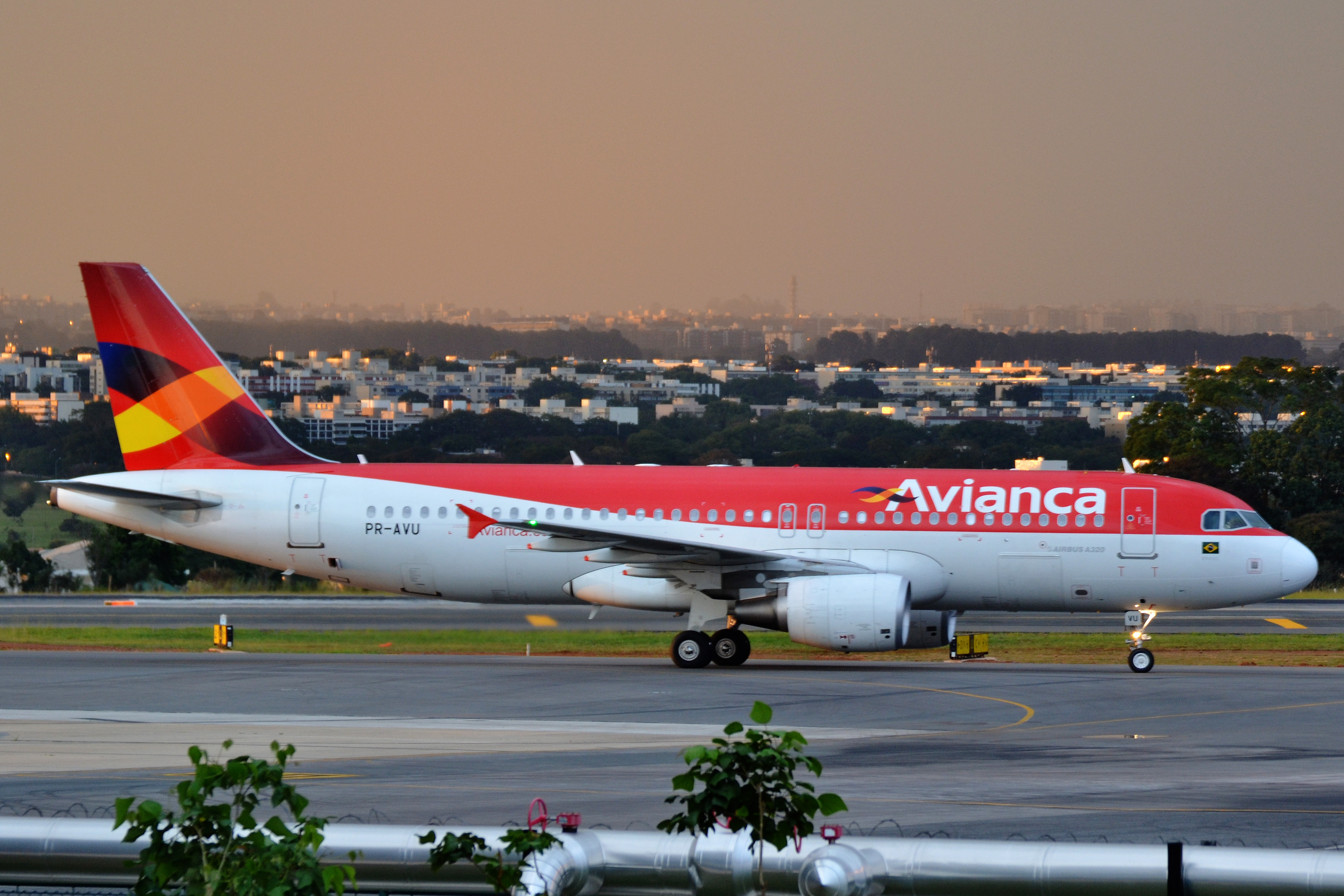
Airbus A320-200